# Tommaso Orsini
Tommaso Orsini (Roma, 1340/1350 – Montenero Sabino, 10 luglio 1390) è stato un cardinale italiano.
Appartenne alla famiglia Orsini dei papi Celestino III (1191-1198), Niccolò III (1277-1280) e Benedetto XIII (1724-1730) e dei cardinali Matteo Orsini (1262), Latino Malabranca Orsini, O.P. (1278), Giordano Orsini (1278), Napoleone Orsini (1288), Francesco Napoleone Orsini(1295), Gian Gaetano Orsini (1316), Matteo Orsini (1327), Rinaldo Orsini (1350), Giacomo Orsini (1371), Poncello Orsini (1378), Giordano Orsini (1405), Latino Orsini (1448), Cosma Orsini, O.S.B. (1480), Giovanni Battista Orsini (1483), Franciotto Orsini (1517), Flavio Orsini (1565), Alessandro Orsini (1615), Virginio Orsini (1641) e Domenico Orsini d'Aragona (1743).

## Biografia
Tommaso Orsini fu un protonotario apostolico.
Fu creato cardinale da papa Urbano VI nel corso di un concistoro del 1383. Fu vicario di Roma. Fu lui ad informare il papa di un complotto di sei cardinali contro il santo padre. Fu legato apostolico in provincia di Viterbo e l'Umbria: riportò pace nelle città di Narni, Terni, Amelia e Viterbo nel 1387. Venne imprigionato nel dicembre 1387  per aver parlato contro il legato che gli succedette a Viterbo; fu rilasciato dal papa.
Partecipò al conclave del 1389, in cui venne eletto papa Bonifacio IX, e incoronò il nuovo papa.